# Flabellia
Flabellia es un género monotípico de algas, perteneciente a la familia Codiaceae.

## Descripción
Crece en sustratos rocosos de coral de sublitoral, en asociación con otras algas (Dictyopteris, Dictyota, Dilophus). Es también un componente de comunidades epífitas de Posidonia y Cystoseira spp.

## Distribución
Está muy extendido en gran parte de la cuenca del Mar Mediterráneo, Canarias y Cabo Verde.

## Sinonimia
- Udotea desfontainii ( Lamouroux) Decne. (sinónimo)
- Udotea petiolata (Turra) Børgesen (sinónimo)
- Ulva petiolata Turra (synonym)[2]